# 1972-es magyar atlétikai bajnokság
Az 1972-es magyar atlétikai bajnokság a 77. bajnokság volt. A 20 km-es gyaloglás csapatversenyében a csapattagoknak a harmadosztályú szintnél (2:05:00) jobb időt kellett teljesíteni, hogy a csapatuk értékelhető legyen. Ennek a kritériumnak csak két csapat felelt meg.

## Eredmények

### Férfiak
| Versenyszám                       | Arany                                                                                     | Arany      | Ezüst                                                                                    | Ezüst      | Bronz                                                                                    | Bronz                                  |
| --------------------------------- | ----------------------------------------------------------------------------------------- | ---------- | ---------------------------------------------------------------------------------------- | ---------- | ---------------------------------------------------------------------------------------- | -------------------------------------- |
| 100 m                             | Bátori István Újpesti Dózsa                                                               | 10,3       | Farkas Tibor Bp. Honvéd                                                                  | 10,6       | Magyar Gyula Bp. Honvéd                                                                  | 10,6                                   |
| 200 m                             | Magyar Gyula Bp. Honvéd                                                                   | 21,3       | Bátori István Újpesti Dózsa                                                              | 21,4       | Rózsa István MTK                                                                         | 21,5                                   |
| 400 m                             | Rózsa István MTK                                                                          | 47,3       | Zsinka András Újpesti Dózsa                                                              | 47,4       | Patty István Pécsi EAC                                                                   | 48,1                                   |
| 800 m                             | Fekete Sándor Újpesti Dózsa                                                               | 1:48,8     | Zsinka András Újpesti Dózsa                                                              | 1:48,8     | Molnár György Bp. Vasas                                                                  | 1:49,1                                 |
| 1500 m                            | Molnár György Bp. Vasas                                                                   | 3:45,9     | Zemen János Újpesti Dózsa                                                                | 3:47,8     | Honti Róbert Pécsi VSK                                                                   | 3:48,0                                 |
| 5000 m                            | Mohácsi Péter MTK                                                                         | 14:00,4    | Tóth Béla Újpesti Dózsa                                                                  | 14:02,2    | Fancsali András Újpesti Dózsa                                                            | 14:03,6                                |
| 10 000 m                          | Tóth Béla Újpesti Dózsa                                                                   | 29:34,4    | Mecser Lajos Salgótarjáni BTC                                                            | 29:37,0    | Fancsali András Újpesti Dózsa                                                            | 29:39,0                                |
| 4 × 100 m május 13–14.            | Kalocsai Henrik Magyar Gyula Petőházi Tibor Aradi János Bp. Honvéd                        | 40,9       | Korona László Rábai Gyula Bátori István Pajor Ferenc Újpesti Dózsa                       | 41,6       | Laurencsik László Bánhidi Béla Molnár János Fóris Antal Diósgyőri VTK                    | 42,0                                   |
| 4 × 200 m                         | Petőházi Tibor Milassin Lóránd Aradi János Magyar Gyula Bp. Honvéd                        | 1:25,5     | Kozma Pajor Ferenc Bátori István Fügedi József Újpesti Dózsa                             | 1:25,8     | Németh Ferenc Zászló Zsolt Deák Géza Alberti László Csepel SC                            | 1:28,6                                 |
| 4 × 400 m                         | Bátori István Árva István Fekete Sándor Zsinka András Újpesti Dózsa                       | 3:11,2     | Kerékgyártó László Aradi János Milassin Lóránd Magyar Gyula Bp. Honvéd                   | 3:12,9     | Babinszky Koppányi Zsolt Rózsa István Földesi József MTK                                 | 3:18,8                                 |
| 4 × 800 m                         | Árva István Zemen János Fekete Sándor Zsinka András Újpesti Dózsa                         | 7:33,4     | Varga István Rábold Gusztáv Kapás Géza Korompai Miklós Bp. Spartacus                     | 7:40,4     | Csabai Péter Molnár György Bocska Imre Benkő Ákos Bp. Vasas                              | 7:42,0                                 |
| 4 × 1500 m                        | Németh Gyula Tóth Béla Zsinka András Zemen János Újpesti Dózsa                            | 15:35,4    | Szatmári Sándor Szekeres Ferenc Török János Magyar Károly Bp. Honvéd                     | 15:38,2    | Molnár György Rózsa István Bocska Imre Benkő Ákos Bp. Vasas                              | 15:54,2                                |
| 110 m gát                         | Milassin Lóránd Bp. Honvéd                                                                | 14,0       | Topor Béla Csepel SC                                                                     | 14,4       | Bognár Lajos VM KÖZÉRT                                                                   | 14,4                                   |
| 400 m gát                         | Árva István Újpesti Dózsa                                                                 | 51,9       | Kövesdi István Ózdi Kohász                                                               | 52,6       | Aradi János Bp. Honvéd                                                                   | 52,9                                   |
| 3000 m akadály                    | Hazai Balázs Bp. Vasas                                                                    | 8:45,8     | Magyar Károly Bp. Honvéd                                                                 | 8:47,6     | Juhász János Miskolci VSC                                                                | 8:48,8                                 |
| 20 km gyaloglás június 11.        | Antal Andor Szegedi VSE                                                                   | 1:37:24,0  | Dalmati János Bp. Honvéd                                                                 | 1:38:36,0  | Sztankovics Imre BEAC                                                                    | 1:40:06,0                              |
| 50 km gyaloglás július 9.         | Dalmati János Bp. Honvéd                                                                  | 4:31:38,0  | Kiss Antal Tatabányai Bányász                                                            | 4:39:25,2  | Schiller Tivadar Tatabányai Bányász                                                      | 4:56:21,8                              |
| magasugrás                        | Szepesi Ádám BEAC                                                                         | 218 cm     | Tihanyi József TFSE                                                                      | 218 cm     | Major István Bp. Honvéd                                                                  | 215 cm                                 |
| távolugrás                        | Katona Gábor Bp. Honvéd                                                                   | 780 cm     | Kandár Tibor MAFC                                                                        | 765 cm     | Kalocsai Henrik Bp. Honvéd                                                               | 763 cm                                 |
| hármasugrás                       | Katona Gábor Bp. Honvéd                                                                   | 16,34 m    | Ivanov Dragan Kaposvári Dózsa                                                            | 16,18 m    | Kalocsai Henrik Bp. Honvéd                                                               | 15,51 m                                |
| rúdugrás                          | Steinhacker Róbert Bp. Spartacus                                                          | 490 cm     | Viskovics Károly Újpesti Dózsa                                                           | 480 cm     | Weisz János Bp. Honvéd                                                                   | 480 cm                                 |
| súlylökés                         | Varjú Vilmos Újpesti Dózsa                                                                | 19,70 m    | Teveli Mihály Bp. Vasas                                                                  | 19,44 m    | Holub Sándor Bp. Honvéd                                                                  | 18,24 m                                |
| diszkoszvetés                     | Fejér Géza Bp. Honvéd                                                                     | 63,10 m    | Murányi János Bp. Spartacus                                                              | 59,06 m    | Tégla Ferenc Szegedi VSE                                                                 | 58,76 m                                |
| gerelyhajítás                     | Csík József Bp. Építők                                                                    | 80,12 m    | Németh Miklós Bp. Vasas                                                                  | 79,34 m    | Kulcsár Gergely TFSE                                                                     | 79,32 m                                |
| kalapácsvetés                     | Eckschmiedt Sándor Újpesti Dózsa                                                          | 70,44 m    | Encsi István Bp. Építők                                                                  | 70,42 m    | Zsivótzky Gyula Újpesti Dózsa                                                            | 69,34 m                                |
| tízpróba                          | Bakai József Csepel SC                                                                    | 7527       | Szepesi Ádám BEAC                                                                        | 7021       | Záborszky Tibor Kaposvári Dózsa                                                          | 6966                                   |
| maraton június 4.                 | Tóth Gyula Ózdi Kohász                                                                    | 2:21:13,4  | Szekeres Ferenc Csepel SC                                                                | 2:21:56,4  | Klekner László Vasas Izzó                                                                | 2:30:23,0                              |
| mezei futás 13 (km) április 2.    | Tóth Béla Újpesti Dózsa                                                                   | 44:10,2    | Homoki Vince Komlói Bányász                                                              | 44:18,0    | Babinyecz József Csepel SC                                                               | 44:27,4                                |
| kis mezei futás (8 km) április 2. | Török János Bp. Honvéd                                                                    | 26:30,1    | Pfeffer Ottó MTK                                                                         | 26:33,2    | Juhász János Miskolci VSC                                                                | 26:36,2                                |
| csapat 20 km gyaloglás június 11. | Antal Andor Grandpierre Csaba Novák András Szegedi VSE                                    | 5:21:25,4  | Orbán Károly Kovács György Kun István Bp. Spartacus                                      | 5:47:11,2  | Több értékelhető célbaérkező nem volt.                                                   | Több értékelhető célbaérkező nem volt. |
| csapat 50 km gyaloglás július 9.  | Kiss Antal Schiller Tivadar Szabó János Tatabányai Bányász                                | 14:38:41,4 | Antal Andor Aranyi László Novák András Szegedi VSE                                       | 16:25:06,2 | Több célbaérkező nem volt.                                                               | Több célbaérkező nem volt.             |
| csapat 5000 m                     | Török János Magyar Károly Szekeres János Szabó János Rónaszéki András Bp. Honvéd          | 39         | Tóth Béla Fancsali András Németh Gyula Zemen János Albert Albert Újpesti Dózsa           | 67         | Babinyecz József Szekeres Ferenc Kárai Kázmér Janek Zoltán Mocsári Imre Csepel SC        | 83                                     |
| csapat maraton június 4.          | Szekeres Ferenc Kárai Kázmér Janek György Csepel SC                                       | 7:31:56,6  | Pintér János Bózán György Kun István Bp. Spartacus                                       | 8:19:02,8  | Mák József Vansz István Czövek István Diósgyőri VTK                                      | 9:01:26,0                              |
| csapat magasugrás                 | Szepesi Ádám Győrke László Krasovecz Ferenc Pozsgay Károly Füzesi László BEAC             | 193,4 cm   | Farkas Ferenc Tatai János Gábor László Kocsis Imre Fóris Antal Diósgyőri VTK             | 191,8 cm   | Szórád Péter Hossala Ferenc Kövesi Tibor Damm József Somogyi Csepel SC                   | 190,8 cm                               |
| csapat távolugrás                 | Kalocsai Henrik Katona Gábor Cziffra Zoltán Sárközi Miklós Kajtár Ferenc Bp. Honvéd       | 713,8 cm   | Hossala Ferenc Zászló Zsolt Damm József Deák Géza Kövesi Tibor Csepel SC                 | 690,6 cm   | Pajor Ferenc Margitics Béla Herczegh Ferenc Viskovics Károly Krajcsi Gábor Újpesti Dózsa | 677,4 cm                               |
| csapat hármasugrás                | Katona Gábor Cziffra Zoltán Kalocsai Henrik Sárközi András Molnár Gyula Bp. Honvéd        | 14,998 m   | Kiss László Blazsek István Andor László Úri József Andor György BEAC                     | 14,150 m   | Ágh Pál Arany Sándor Károlyi Ferenc Csirkovics Dávid Mikulás Péter Keszthelyi Haladás    | 13,578 m                               |
| csapat rúdugrás                   | Steinhacker Róbert Kalmár Mihály Szelényi Attila Moldvai Ferenc Mezei János Bp. Spartacus | 404,0 cm   | Schulek Ágoston Sidó Szabolcs Csaba András Sallai Béla Pályi István Bp. Vasas            | 394,0 cm   | Viskovics Károly Anderle Dénes Kiss Tibor Pfeiffer László Dibáczi Attila Újpesti Dózsa   | 386,0 cm                               |
| csapat súlylökés                  | Holub Sándor Fejér Géza Szalai György Szauer Pál Pintér Ernő Bp. Honvéd                   | 15,946 m   | Varjú Vilmos Zsivótzky Gyula Biró András Hoffmann János Eckschmiedt Sándor Újpesti Dózsa | 15,832 m   | Teveli Mihály Nagy Zsigmond Varga Tamás Jóka Károly Kövesdi Zoltán Bp. Vasas             | 15,238 m                               |
| csapat diszkoszvetés              | Fejér Géza Szauer Pál Holub Sándor Horváth Géza Toókos Zoltán Bp. Honvéd                  | 51,424 m   | Szegletes Ferenc Teveli Mihály Kácsor József Molnár Miklós Kövesdi Zoltán Bp. Vasas      | 47,124 m   | Faragó János Farkas Gyula Vinkó György Keszi Jenő Raáb Tibor Diósgyőri VTK               | 46,880 m                               |
| csapat gerelyhajítás              | Kulcsár Gergely Kemény László Hegedűs Imre Bugya György Rédli József TFSE                 | 61,720 m   | Pajtás Dénes Szabó István Szabó József Harmath Attila Jovanovity István Bp. Honvéd       | 60,572 m   | Boros Sándor Zarubai Iván Krasznai Sándor Abaházi István Fehérvári György Újpesti Dózsa  | 60,120 m                               |
| csapat kalapácsvetés              | Zsivótzky Gyula Eckschmiedt Sándor Szabó László Csík József Pirisi Károly Újpesti Dózsa   | 58,884 m   | Encsi István Gál Gyula Turák Károly Hüse Károly Kivágó Iván Bp. Építők                   | 54,944 m   | Sajtár Lajos Mecseki Attila Bozsa Lajos Krupp Miklós Vona Bp. Vasas                      | 54,476 m                               |
| tízpróba csapat                   | Szepesi Ádám Czabán Dániel Nyerges Mihály BEAC                                            | 20 777     | Bakai József Hossala József Bálint Béla Csepel SC                                        | 19 760     | Raáb Tibor Farkas Ferenc Fórizs Antal Diósgyőri VTK                                      | 19 728                                 |
| csapat mezei futás április 2.     | Babinyecz József Szekeres Ferenc Janek György Kárai Kázmér Janek Zoltán Csepel SC         | 48         | Tóth Béla Fancsali András Máté Sándor Németh Gyula Albert Albert Újpesti Dózsa           | 58         | Homoki Vince Varga Nándor Dudás István Kispál László Salpa János Komlói Bányász          | 76                                     |
| csapat kis mezei futás április 2. | Szerényi János Rózsa István Molnár György Hazai Balázs Skorka György Bp. Vasas            | 62         | Török János Magyar Károly Sári Elek Szekeres János Szatmári Sándor Bp. Honvéd            | 64         | Tóth Mihály Zöldi Béla Jaszovics József Stankovics Imre Farkas Zoltán BEAC               | 139                                    |

### Nők
| Versenyszám                     | Arany                                                                                 | Arany    | Ezüst                                                                                    | Ezüst    | Bronz                                                                            | Bronz    |
| ------------------------------- | ------------------------------------------------------------------------------------- | -------- | ---------------------------------------------------------------------------------------- | -------- | -------------------------------------------------------------------------------- | -------- |
| 100 m                           | Balogh Györgyi Bp. Vasas                                                              | 11,4     | Markó Margit Bp. Vasas                                                                   | 11,6     | Papp Katalin Bp. VasasKiss Mária Ózdi Hohász                                     | 11,6     |
| 200 m                           | Balogh Györgyi Bp. Vasas                                                              | 23,6     | Orosz Irén Újpesti Dózsa                                                                 | 24,1     | Papp Katalin Bp. Vasas                                                           | 24,2     |
| 400 m                           | Balogh Györgyi Bp. Vasas                                                              | 53,0     | Orosz Irén Újpesti Dózsa                                                                 | 55,3     | Pusztai Éva Bp. Vasas                                                            | 55,7     |
| 800 m                           | Kulcsár Magdolna Bp. Vasas                                                            | 2:03,1   | Szenteleki Sára Bp. Építők                                                               | 2:05,6   | Velekei Márta Bp. Építők                                                         | 2:05,9   |
| 1500 m                          | Szenteleki Sára Bp. Építők                                                            | 4:17,7   | Zsilák Ilona Békéscsabai Előre                                                           | 4:18,2   | Völgyi Zsuzsa Bp. Medosz                                                         | 4:21,6   |
| 4 × 100 m május 13–14.          | Horváth Erzsébet Szabó Jánosné Balogh Györgyi Papp Attiláné Bp. Vasas                 | 46,7     | Lukics Ildikó Lázár Éva Pethő Mária Frank Dénesné Bp. Honvéd                             | 47,3     | Szívós Irén Orosz Irén Bata Erzsébet Ziegner Anikó Újpesti Dózsa                 | 47,7     |
| 4 × 200 m                       | Tóth Éva Lukics Ildikó Lázár Éva Frank Dénesné Bp. Honvéd                             | 1:39,4   | Kulcsár Magdolna Szabó Jánosné Papp Attiláné Pusztai Éva Bp. Vasas A                     | 1:39,4   | Horváth Erzsébet Balogh Györgyi Payer Margit Füle Zsuzsa Bp. Vasas B             | 1:40,4   |
| 4 × 400 m                       | Füle Zsuzsa Szabó Jánosné Kulcsár Magdolna Balogh Györgyi Bp. Vasas                   | 3:46,8   | Tóth Éva Lázár Éva Gál Lászlóné Frank Dénesné Bp. Honvéd                                 | 3:52,5   | Temesi Zsuzsa Woth Klára Végh Éva Pomázi Irén BEAC                               | 3:54,0   |
| 4 × 800 m                       | Lázár Magdolna Lipcsei Irén Szűcs Kornélia Karnyik Irén Debreceni Építők              | 9:10,8   | Sipka Ágnes Végh Éva Pomázi Irén Temesi Zsuzsa BEAC                                      | 9:23,0   | Budavári Mária Csipán Borbála Gál Lászlóné Tóth Bp. Honvéd                       | 9:24,4   |
| 100 m gát                       | Bruzsenyák Ilona Debreceni EAC                                                        | 13,8     | Balogh Katalin Zalaegerszegi TE                                                          | 14,0     | Zsom Erzsébet Bp. Építők                                                         | 14,3     |
| magasugrás                      | Komka Magdolna Salgótarjáni Kohász                                                    | 182 cm   | Rudolf Erika MAFC                                                                        | 179 cm   | Rierpl Erika TFSE                                                                | 176 cm   |
| távolugrás                      | Ziegner Anikó Újpesti Dózsa                                                           | 618 cm   | Woth Klára BEAC                                                                          | 610 cm   | Zsom Erzsébet Bp. Építők                                                         | 608 cm   |
| súlylökés                       | Bognár Judit Bp. Honvéd                                                               | 17,86 m  | Veress Éva Debreceni EAC                                                                 | 17,53 m  | Kontsek Jolán Újpesti Dózsa                                                      | 14,57 m  |
| diszkoszvetés                   | Kontsek Jolán Újpesti Dózsa                                                           | 53,86 m  | Nyitrai Zsuzsa Diósgyőri VTK                                                             | 53,04 m  | Stugner Judit Újpesti Dózsa                                                      | 52,94 m  |
| gerelyhajítás                   | Paulányi Magda Bp. Honvéd                                                             | 56,70 m  | Kucserka Mária Újpesti Dózsa                                                             | 53,42    | Pálfy Katalin TFSE                                                               | 52,84 m  |
| ötpróba                         | Bruzsenyák Ilona Debreceni EAC                                                        | 4417     | Balogh Katalin Zalaegerszegi TE                                                          | 3739     | Gulyás Ágota BEAC                                                                | 3672     |
| mezei futás (2,4 km) április 2. | Csipán Borbála Bp. Honvéd                                                             | 8:06,6   | Zsilák Ilona Békéscsabai Előre                                                           | 8:15,2   | Szenteleki Sára Bp. Építők                                                       | 8:15,4   |
| csapat magasugrás               | Klenóczky Beáta Katona Éva Herendi Erzsébet Marton Livia Pap Zsuzsa Bp. Vasas         | 161,6 cm | Mátay Andrea Rudolf Erika Szalai Erzsébet Dudás Éva Sándor MAFC                          | 160,8 cm | Rierpl Erika König Katalin Antal Rózsa Szabó Papp Orsolya ? TFSE                 | 157,8 cm |
| csapat távolugrás               | Ziegner Anikó Balatoni Anna Szekeres Ibolya Bata Erzsébet Láng Erzsébet Újpesti Dózsa | 552,0 cm | Zsemberi Borbála Nagy Attiláné Simon Magdolna Szabó Ferencné Csapó Erzsébet Szolnoki MÁV | 532,8 cm | Papp Margit Kreisz Andrea Nyíri Ibolya Tompai Gyöngyi Vigh Csepel SC             | 528,4 cm |
| csapat súlylökés                | Bognár Judit Armuth Edit Irányi Margit Paulányi Magda Menyhárt Krisztina Bp. Honvéd   | 13,912 m | Veress Éva Bruzsenyák Ilona Ványi Aranka Kovács Vajkné Buzási Debreceni EAC              | 12,564 m | Kontsek Jolán Stugner Judit Gradwohl Klára Varga Mária Loidl Márta Újpesti Dózsa | 12,458 m |
| csapat diszkoszvetés            | Stugner Judit Loidl Márta Gradwohl Klára Ketykó Teréz Varga Mária Újpesti Dózsa       | 46,100 m | Bognár Judit Varga Gabriella Irányi Margit Menyhárt Krisztina Tóth Katalin Bp. Honvéd    | 42,736 m | Herczegh Ágnes Oross Erzsébet Varga Magda Józsa Zsuzsa Göttl Erika Győri Dózsa   | 39,072 m |
| csapat gerelyhajítás            | Antal Márta Fülöp Jenőné Bán Valéria Nagy Mária Gyarmati Katalin Bp. Vasas            | 43,280 m | Paulányi Magda Vágási Aranka Petz Vera Török Katalin Várszegi Ágnes Bp. Honvéd           | 43,120 m | Pálfy Katalin Lugos Ilona Nyerges Mária Nagy Rozsinszky Éva TFSE                 | 42,240 m |
| csapat ötpróba                  | Bruzsenyák Ilona Kovács Vajkné Ványi Aranka Debreceni EAC                             | 10 610   | Gulyás Ágota Woth Klára Zink Teréz BEAC                                                  | 10 362   | Szívós Irén Bata Erzsébet Orosz Irén Újpesti Dózsa                               | 9760     |
| csapat mezei futás április 2.   | Szenteleki Sára Velekei Márta Gulyás Mária Bp. Építők                                 | 33       | Bátori Istvánné Orosz Irén Kaszai Anna Újpesti Dózsa                                     | 42       | Lázár Magdolna Lipcsei Irén Szücs Kornélia Debreceni Építők                      | 48       |